# Rachelshausen
Rachelshausen (mundartlich Rachelshause) ist ein Dorf im Hessischen Hinterland und als solches der höchstgelegene Stadtteil der Stadt Gladenbach im mittelhessischen Landkreis Marburg-Biedenkopf.

## Geographie

### Geographische Lage
Der Ort liegt nordwestlich von Gladenbach im Gladenbacher Bergland und damit im Naturpark Lahn-Dill-Bergland direkt am 552 m hohen Daubhaus. Durch den Ort verläuft die Landesstraße 3288.

### Geologie
Rachelshäuser Diabas
Ultrabasischer Typ des unterkarbonischen Magmatismus. Nicht durch Übergange mit den basischen Diabasen und Olivindiabasen verbunden. Intrustiv in devonischen Gesteinen vorhanden.

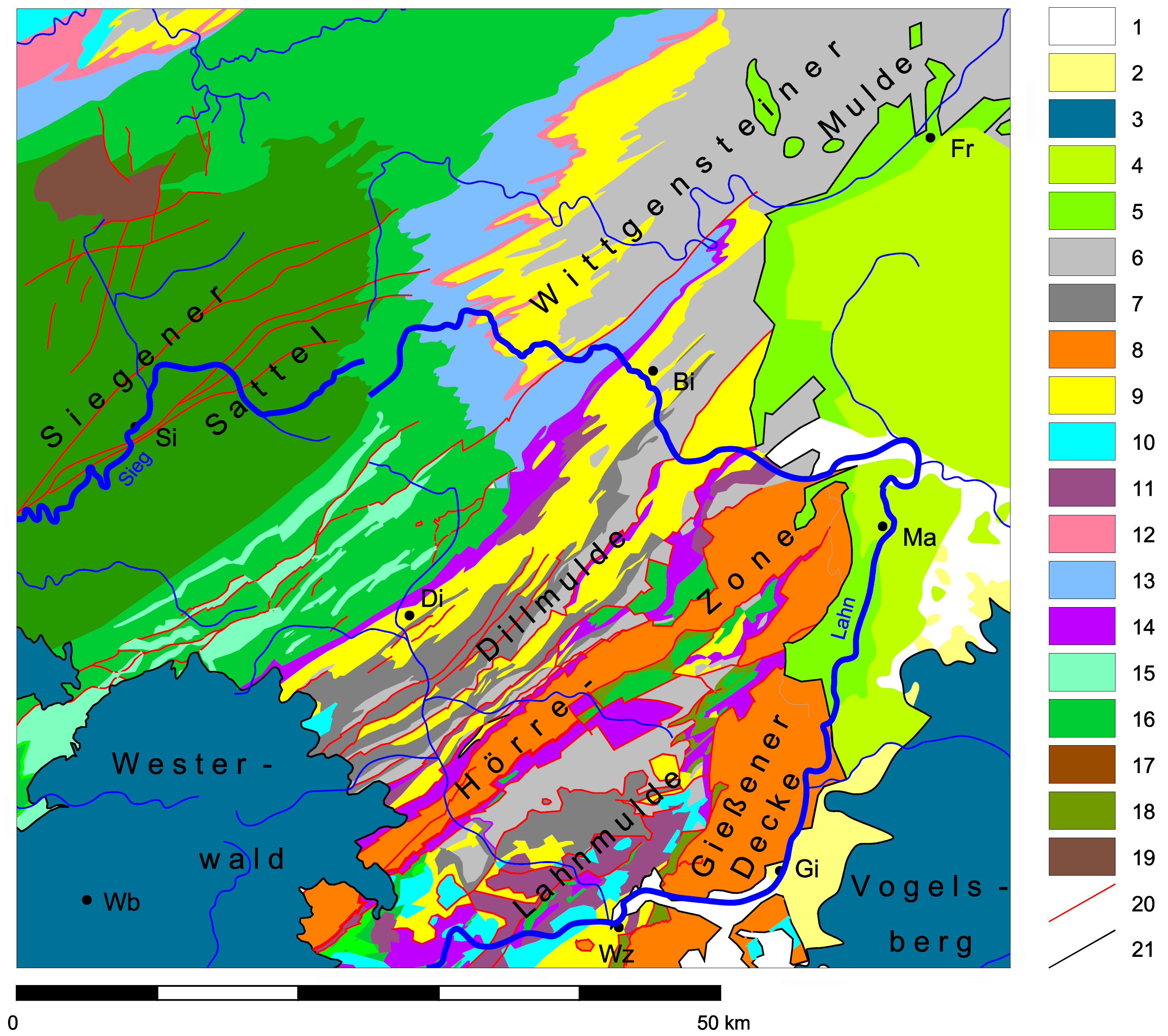
Geologische Karte der Dillmulde, Hörre-Zone, Lahnmulde und angrenzende Gebiete

Charakteristische schwarzbraune, unregelmäßig genarbte Verwitterungsrinde (Farbe des frisch ausgegrabenen Gesteins: schwarzgrün). Die „Flammung“ oder Zeichnung wird durch Anreicherung von Plagioklasen (Kafka, Kalifeldspäten) bewirkt, die in diesen Partien bis zu 54 % betragen kann.
Mineralogische Zusammensetzung:
49 % Olivin (der zum großen Teil in Serpentin umgewandelt ist)
36 % Augit (der zum großen Teil in Chlorid umgewandelt ist)
10 % Plagioklas (Kalkalkalifeldspat) mit hohem Calcium-Anteil (Anorhit-Komponente 88 %)
5 % Picotit (Eisenchromspinell), Apatit, Granat, Kupferkies, Pentlandit (Nickel-Erz)
Alter des Diabas: ca. 400 bis 450 Millionen Jahre
Entstehung des Rachelshäuser Diabas
Diabase entstanden im Lahn-Dill-Bergland im Devon und Unterkarbon. Sie drangen in die Schwächezonen der Erdrinde ein, die beim Beginn der Faltung des Rheinischen Schiefergebirges entstanden. Heute treten sie als Ganggestein auf, teilweise auch als Deck-Diabase, die bis zur Erdoberfläche vordrangen und sich dann als Deckenergüsse ausbreiteten. Teilweise traten die Diabase auch am Meeresgrund aus. Dadurch erstarrten sie als sogenannte Kissenlava in runden sack- oder kissenförmigen Formen. Die äußere Kruste dieser „Kissen“ erstarrte durch die Reaktion mit Meerwasser zu einem „Gals“, das wesentlich schneller verwitterte als der eigentliche Diabas. Dadurch finden sich in den höheren Partien des Diabasaufschlusses große, runde Blöcke mit unregelmäßiger narbiger Oberfläche, die von der Steinindustrie meist als Findlinge bezeichnet werden und als „Schmucksteine“ bei der Garten- und Landschaftsgestaltung Verwendung fanden.
Im frischen Bruch sind Diabase und verwandte Gesteine grün-schwarz, deswegen werden sie auch als Grünsteine (Hinterländer Grünstein) bezeichnet. Sie verwittern braun-rot.
Hämatit
In Spalten des Diabas findet sich ein hochwertiges Eisenerzvorkommen (Hämatit) mit bis zu 70 % Eisengehalt, was ehemals für die Waffenherstellung von Bedeutung gewesen sein dürfte.

## Geschichte

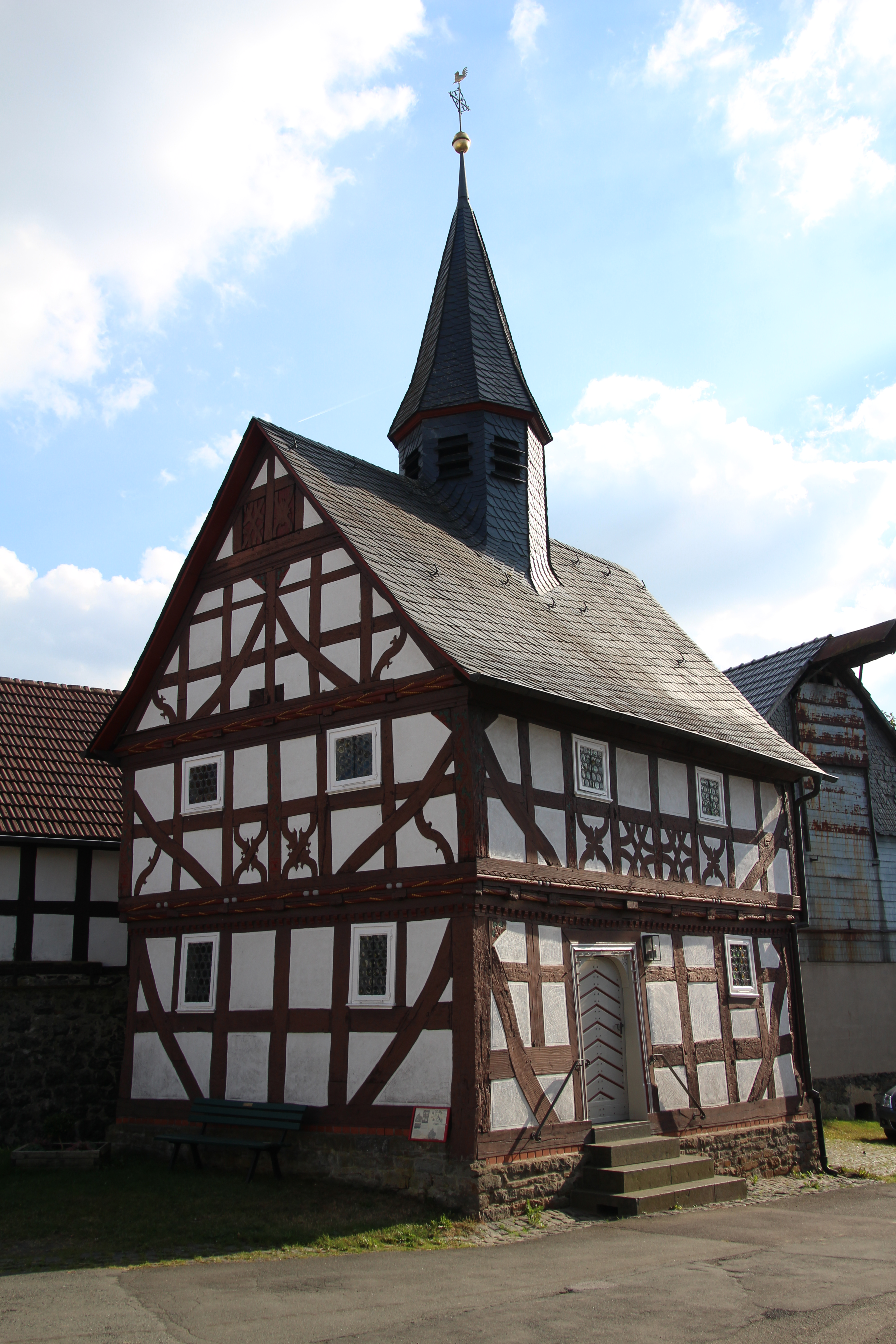
Evangelische Kapelle Rachelshausen von 1627

### Historische Namensformen
In erhaltenen Urkunden wurde Rachelshausen unter den folgenden Ortsnamen erwähnt (jeweils mit dem Jahr der Erwähnung):
- 1336: Racheboldishusin
- 1344: Rachwaldishausen
- um 1400: Racholtzhusen
- 1502: Racheltzhusen
- ab 1546: Rachelshausen

### Ortsgeschichte
Die älteste bekannte schriftliche Erwähnung von Rachelshausen erfolgte unter dem Namen Racheboldishusin im Jahr 1336.
Im Jahr 1354 verkauft Ruprecht von Rachelshausen sein Gut zu Hülshof dem Kloster Altenberg bei Wetzlar.
Die Evangelische Kapelle Rachelshausen wurde wahrscheinlich 1626/1627 errichtet.
Die Statistisch-topographisch-historische Beschreibung des Großherzogthums Hessen berichtet 1830 über Rachelshausen:

„Rachelshausen (L. Bez. Gladenbach) evangel. Filialdorf; liegt auf einer Anhöhe, 1 St. von Gladenbach, hat 12 Häuser und 95 Einwohner, die außer 1 Katholiken evangelisch sind. Die Einwohner sind wohlhabend, und Viehzucht und die Waldungen geben ihnen einen guten Erwerb. Die sehr ergiebige Eisengruben, die auf Rechnung des Staatsbetrieben werden, liefern einen nicht sehr reichhaltigen Eisenstein, der in der Ludwigshütte bei Biedenkopf geschmolzen wird. In der Nähe liegt der Rachelshäuser Kopf, der 2112 Hess. (1625 Par.) Fuß über der Meeresfläche erhaben ist.“

Hessische Gebietsreform (1970–1977)
Zum 1. Juli 1974 erfolgte im Zuge der Gebietsreform in Hessen kraft Landesgesetz der Zusammenschluss der Stadt Gladenbach mit den Gemeinden Bellnhausen, Diedenshausen, Erdhausen, Friebertshausen, Frohnhausen b. Gladenbach, Kehlnbach, Mornshausen a. S., Rachelshausen, Römershausen, Rüchenbach, Sinkershausen, Weidenhausen und Weitershausen zu heutigen Stadt Gladenbach. Für alle ehemals eigenständigen Gemeinden und die Kernstadt Gladenbach wurden Ortsbezirke mit Ortsbeirat und Ortsvorsteher nach der Hessischen Gemeindeordnung gebildet.

### Ringwallanlage
Auf dem Daubhaus, im Norden des Ortes, befindet sich die Ringwallanlage Daubhaus.

### Leipzig-Kölner-Fernhandelsstraße

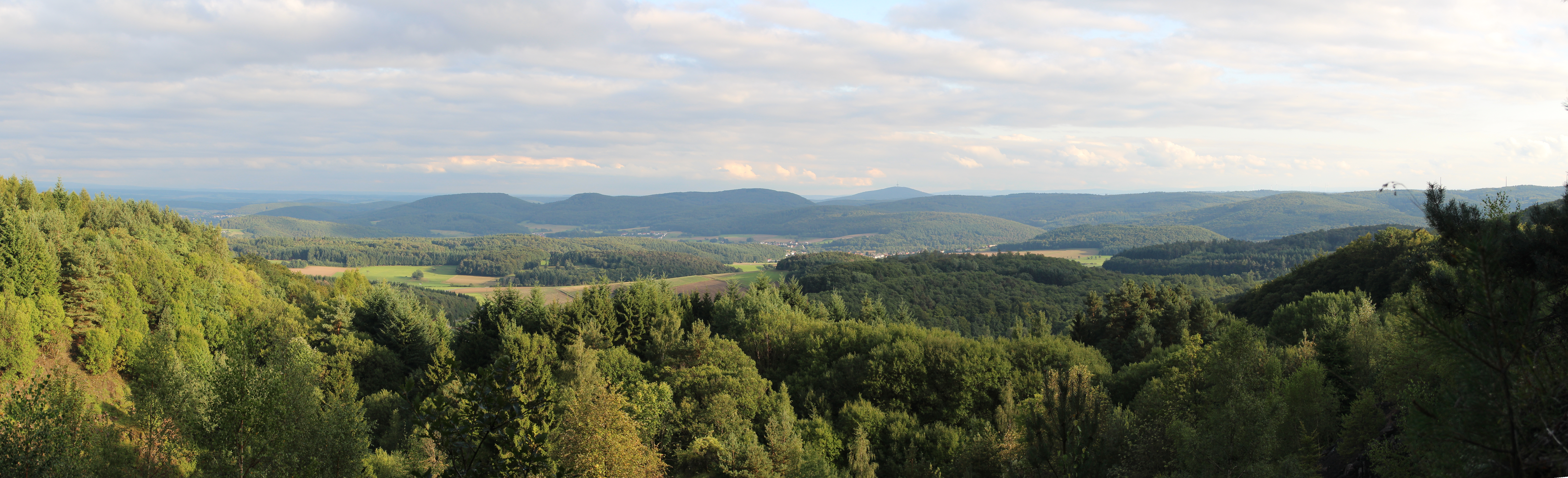
Blick von der „Hohen Straße“ direkt oberhalb des Steinbruchs in Richtung mittleres Salzbödetal, im Hintergrund der Dünsberg

Durch Rachelshausen verlief die Trasse der einst sehr bedeutenden hochmittelalterlichen Fernhandelsstraße, der Leipzig-Kölner-Straße, auch Hohe Straße oder Brabanter Straße genannt, weil sie bis nach Antwerpen im Herzogtum Brabant führte. Bereits 1255 wurde sie als strada publica (öffentliche Straße) genannt. Sie führte von Marburg auf der Allna-Salzböde-Wasserscheide über Rachelshausen zum Kreuzungspunkt der alten Fernstraßen bei der Angelburg (Berg) und zog dort weiter in Richtung Siegen. Rachelshausen war Rastplatz vor dem steilen Anstieg zur Bottenhorner Hochfläche. Dort gab es Frischwasser aus einer Quelle und zusätzliche Zugtiere für den Vorspann. Nordwestlich von Rachelshausen, oberhalb des Steinbruchs, querte die Handelsstraße den nördlichen älteren Teilstrang der Mittelhessische Landheege, die Innenheege. Dort befand sich ehemals eine mit Wällen (noch sichtbar) und Schlagbaum gesicherte Kontroll- und Zollstelle.

### Steinbruch Rachelshausen

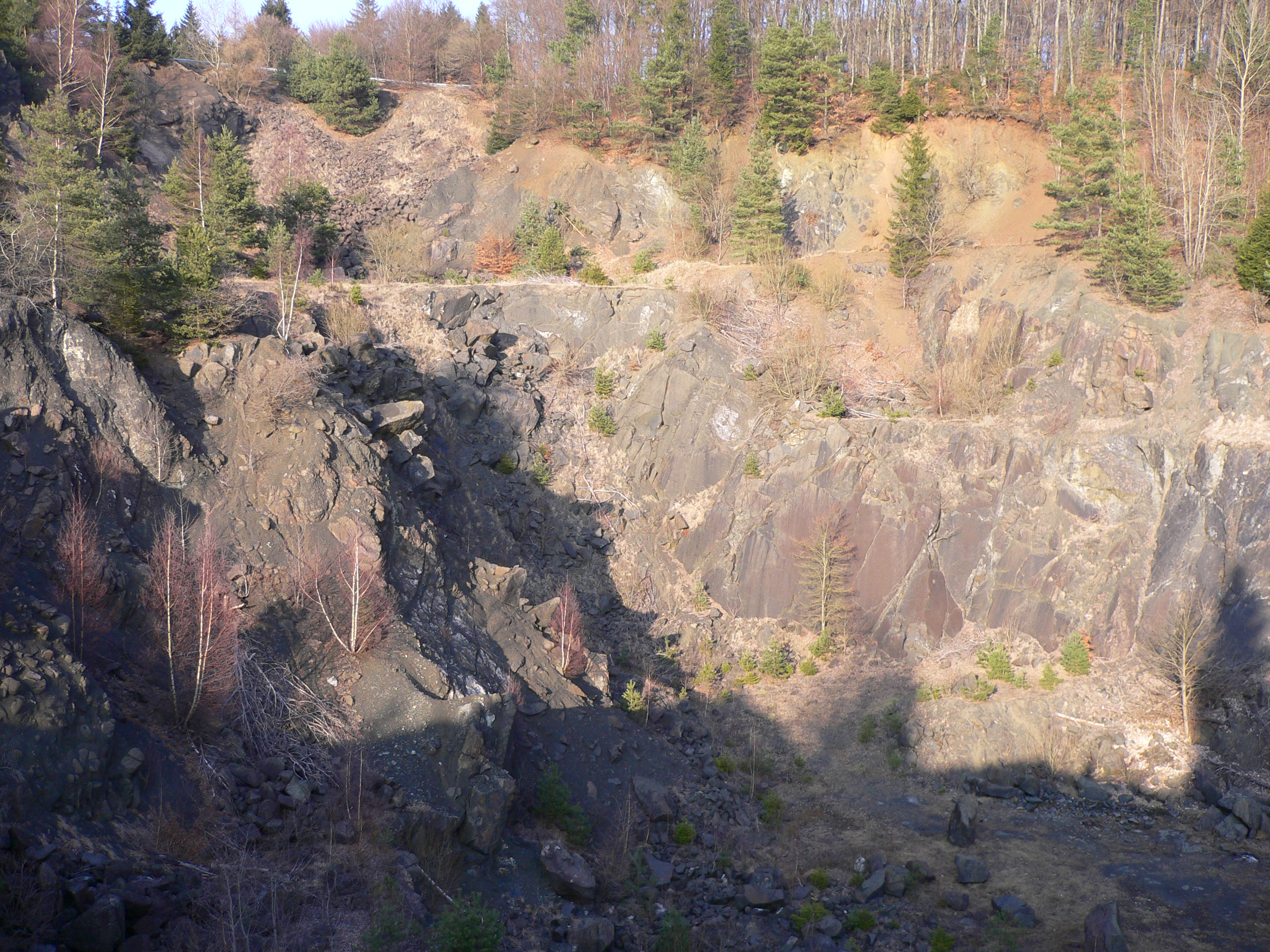
Der große 1996 stillgelegte Diabas-Steinbruch „Kuhwald“ Rachelshausen

Ab ca. 1880 wurde in den nahegelegenen Steinbrüchen bis 1995 Diabas gebrochen und verarbeitet. Seit Anfang des 17. Jahrhunderts suchte und förderte man Roteisenstein in der Gemarkung. In Spalten des Diabas findet sich auch Hämatit in geringen Mengen.
Diabas ist ein Gestein vulkanischen Ursprungs, das im Rheinischen Schiefergebirge weit verbreitet auftritt. In seiner chemischen Zusammensetzung ähnelt es dem Basalt, der im Vogelsberg und im Westerwald vorkommt. Allerdings ist Diabas wegen seines Alters, seiner besonderen Entstehung und seiner Mineralzusammensetzung doch viel anders.
Der Steinbruch ist heute als Naturdenkmal ein Geschützter Landschaftsbestandteil.

### Verwaltungsgeschichte im Überblick
Die folgende Liste zeigt die Staaten und Verwaltungseinheiten, denen Rachelshausen angehört(e):
- vor 1567: Heiliges Römisches Reich, Landgrafschaft Hessen, Amt Blankenstein, Untergericht Gladenbach
- ab 1567: Heiliges Römisches Reich, Landgrafschaft Hessen-Marburg, Amt Blankenstein, Untergericht Gladenbach[14]
- 1604–1648: strittig zwischen Hessen-Kassel und Hessen-Darmstadt (Hessenkrieg)
- ab 1604: Heiliges Römisches Reich, Landgrafschaft Hessen-Kassel, Amt Blankenstein
- ab 1627: Heiliges Römisches Reich, Landgrafschaft Hessen-Darmstadt, Oberfürstentum Hessen, Amt Blankenstein, Untergericht Gladenbach[15][16]
- ab 1806: Großherzogtum Hessen,[Anm. 2] Fürstentum Oberhessen, Amt Blankenstein Amt Blankenstein, Land- und Rügengericht[17]
- ab 1815: Großherzogtum Hessen, Provinz Oberhessen, Amt Blankenstein
- ab 1821: Großherzogtum Hessen, Provinz Oberhessen, Landratsbezirk Gladenbach[Anm. 3]
- ab 1832: Großherzogtum Hessen, Provinz Oberhessen, Kreis Biedenkopf
- ab 1848: Großherzogtum Hessen, Regierungsbezirk Biedenkopf
- ab 1852: Großherzogtum Hessen, Provinz Oberhessen, Kreis Biedenkopf
- ab 1867: Norddeutscher Bund[Anm. 4], Königreich Preußen,[Anm. 5] Provinz Hessen-Nassau,  Regierungsbezirk Wiesbaden, Kreis Biedenkopf (übergangsweise Hinterlandkreis)[16]
- ab 1871: Deutsches Reich, Königreich Preußen, Provinz Hessen-Nassau, Regierungsbezirk Wiesbaden, Kreis Biedenkopf
- ab 1918: Deutsches Reich (Weimarer Republik), Freistaat Preußen, Provinz Hessen-Nassau, Regierungsbezirk Wiesbaden, Kreis Biedenkopf
- ab 1932: Deutsches Reich, Freistaat Preußen, Provinz Hessen-Nassau, Regierungsbezirk Wiesbaden, Landkreis Dillenburg
- ab 1933: Deutsches Reich, Freistaat Preußen, Provinz Hessen-Nassau, Regierungsbezirk Wiesbaden, Landkreis Biedenkopf
- ab 1944: Deutsches Reich, Freistaat Preußen, Provinz Nassau, Landkreis Biedenkopf
- ab 1945: Amerikanische Besatzungszone,[Anm. 6] Groß-Hessen, Regierungsbezirk Wiesbaden, Landkreis Biedenkopf
- ab 1946: Amerikanische Besatzungszone, Hessen, Regierungsbezirk Wiesbaden, Landkreis Biedenkopf
- ab 1949: Bundesrepublik Deutschland, Hessen, Regierungsbezirk Wiesbaden, Landkreis Biedenkopf
- ab 1968: Bundesrepublik Deutschland, Hessen, Regierungsbezirk Darmstadt, Kreis Biedenkopf
- ab 1974: Bundesrepublik Deutschland, Hessen, Regierungsbezirk Kassel, Landkreis Marburg-Biedenkopf, Gemeinde Gladenbach[Anm. 7]
- ab 1981: Bundesrepublik Deutschland, Hessen, Regierungsbezirk Gießen, Landkreis Marburg-Biedenkopf, Gemeinde Gladenbach

### Gerichte seit 1821
Die Rechtsprechung gibt 1821 im Rahmen der Trennung von Justiz und Verwaltung auf die neu geschaffenen Landgerichte über. „Landgericht Gladenbach“ war daher von 1821 bis zur Abtretung an Preußen 1866 die Bezeichnung für das erstinstanzliche Gericht in Gladenbach. Für die Provinz Oberhessen wurde das Hofgericht Gießen als Gericht der zweiten Instanz eingerichtet. Übergeordnet war das Oberappellationsgericht Darmstadt.
Nach der Abtretung des Kreises Biedenkopf an Preußen infolge des Friedensvertrags vom 3. September 1866 zwischen dem Großherzogtum Hessen und dem Königreich Preußen wurde der Landgerichtsbezirk Gladenbach preußisch. Im Juni 1867 erging eine königliche Verordnung, die die Gerichtsverfassung im vormaligen Herzogtum Nassau und den vormals zum Großherzogtum Hessen gehörenden Gebietsteilen neu ordnete. Die bisherigen Gerichtsbehörden sollten aufgehoben und durch Amtsgerichte in erster, Kreisgerichte in zweiter und ein Appellationsgericht in dritter Instanz ersetzt werden. Im Zuge dessen erfolgte am 1. September 1867 die Umbenennung des bisherigen Landgerichts in Amtsgericht Gladenbach. Die Gerichte der übergeordneten Instanzen waren das Kreisgericht Dillenburg und das Appellationsgericht Wiesbaden.
Vom 1. Oktober 1944 bis 1. Januar 1949 gehörte das Amtsgericht Gladenbach zum Landgerichtsbezirk Limburg, danach aber wieder zum Landgerichtsbezirk Marburg. Am 1. Juli 1968 erfolgte die Aufhebung des Amtsgerichts Gladenbach, welches fortan nur noch als Zweigstelle des Amtsgerichts Biedenkopf fungierte. Am 1. November 2003 wurde diese Zweigstelle schließlich aufgelöst.

## Bevölkerung

### Einwohnerstruktur 2011
Nach den Erhebungen des Zensus 2011 lebten am Stichtag dem 9. Mai 2011 in Rachelshausen 138 Einwohner. Darunter waren keine Ausländer.
Nach dem Lebensalter waren 18 Einwohner unter 18 Jahren, 57 zwischen 18 und 49, 39 zwischen 50 und 64 und 24 Einwohner waren älter.
Die Einwohner lebten in 60 Haushalten. Davon waren 18 Singlehaushalte, 18 Paare ohne Kinder und 21 Paare mit Kindern, sowie 3 Alleinerziehende und keine Wohngemeinschaften. In 12 Haushalten lebten ausschließlich Senioren/-innen und in 42 Haushaltungen leben keine Senioren/-innen.

### Einwohnerentwicklung
| Quelle: | Historisches Ortslexikon                                            |
| • 1502: | 5 Männer                                                            |
| • 1577: | 9 Hausgesesse                                                       |
| • 1630: | 8 Hausgesesse (6 zweispännige, 1 einspännige Ackerleute, 1 Kuhhirt) |
| • 1742: | 16 Haushalte                                                        |
| • 1791: | 66 Einwohner                                                        |
| • 1800: | 66 Einwohner                                                        |
| • 1806: | 67 Einwohner, 10 Häuser                                             |
| • 1829: | 95 Einwohner, 12 Häuser                                             |

| Rachelshausen: Einwohnerzahlen von 1830 bis 2020 | Rachelshausen: Einwohnerzahlen von 1830 bis 2020 | Rachelshausen: Einwohnerzahlen von 1830 bis 2020 | Rachelshausen: Einwohnerzahlen von 1830 bis 2020 | Rachelshausen: Einwohnerzahlen von 1830 bis 2020 |
| --- | ------------------------------------------------ | ------------------------------------------------ | ------------------------------------------------ | ------------------------------------------------ |
| Jahr |                                                  |                                                  |                                                  | Einwohner                                        |
| 1830 | 1830                                             |                                                  | 95                                               | 95                                               |
| 1834 | 1834                                             |                                                  | 76                                               | 76                                               |
| 1840 | 1840                                             |                                                  | 88                                               | 88                                               |
| 1846 | 1846                                             |                                                  | 92                                               | 92                                               |
| 1852 | 1852                                             |                                                  | 89                                               | 89                                               |
| 1858 | 1858                                             |                                                  | 105                                              | 105                                              |
| 1864 | 1864                                             |                                                  | 104                                              | 104                                              |
| 1871 | 1871                                             |                                                  | 98                                               | 98                                               |
| 1875 | 1875                                             |                                                  | 96                                               | 96                                               |
| 1885 | 1885                                             |                                                  | 77                                               | 77                                               |
| 1895 | 1895                                             |                                                  | 93                                               | 93                                               |
| 1905 | 1905                                             |                                                  | 100                                              | 100                                              |
| 1910 | 1910                                             |                                                  | 111                                              | 111                                              |
| 1925 | 1925                                             |                                                  | 100                                              | 100                                              |
| 1939 | 1939                                             |                                                  | 101                                              | 101                                              |
| 1946 | 1946                                             |                                                  | 163                                              | 163                                              |
| 1950 | 1950                                             |                                                  | 165                                              | 165                                              |
| 1956 | 1956                                             |                                                  | 169                                              | 169                                              |
| 1961 | 1961                                             |                                                  | 173                                              | 173                                              |
| 1967 | 1967                                             |                                                  | 183                                              | 183                                              |
| 1980 | 1980                                             |                                                  | ?                                                | ?                                                |
| 1990 | 1990                                             |                                                  | ?                                                | ?                                                |
| 2000 | 2000                                             |                                                  | 160                                              | 160                                              |
| 2006 | 2006                                             |                                                  | 163                                              | 163                                              |
| 2011 | 2011                                             |                                                  | 138                                              | 138                                              |
| 2015 | 2015                                             |                                                  | 144                                              | 144                                              |
| 2020 | 2020                                             |                                                  | 152                                              | 152                                              |
| Datenquelle: Historisches Gemeindeverzeichnis für Hessen: Die Bevölkerung der Gemeinden 1834 bis 1967. Wiesbaden: Hessisches Statistisches Landesamt, 1968. Weitere Quellen: LAGIS:; Ab 2000 Stadt Gladenbach (webarchiv); Zensus 2011 |                                                  |                                                  |                                                  |                                                  |

### Historische Religionszugehörigkeit
| Quelle: | Historisches Ortslexikon                                                   |
| • 1829: | 094 evangelische, ein römisch-katholischer Einwohner                       |
| • 1885: | 077 evangelische (= 100 %) Einwohner                                       |
| • 1961: | 140 evangelische (= 80,92 %), 33 römisch-katholische (= 19,08 %) Einwohner |

### Historische  Erwerbstätigkeit
| • 1867: | Erwerbspersonen: 76 Landwirtschaft, 5 Bergbau und Hüttenwesen, 3 Verkehr.                                                         |
| • 1961: | Erwerbspersonen: 27 Land- und Forstwirtschaft, 34 produzierendes Gewerbe, 9 Handel und Verkehr, 5 Dienstleistungen und sonstiges. |

## Wappen
| Wappen von Rachelshausen | Blasonierung: „In Weiß ein geschwungenes rotes Fachwerkschräg, dessen vier Zwickel mit je vier Herzfiguren besetzt sind.“ |
| Wappen von Rachelshausen | Das Wappen wurde am 19. Januar 1962 durch den Hessischen Minister des Innern genehmigt.                                   |